# Estudios Shepperton
Shepperton Studios es un estudio de cine ubicado en Shepperton, Surrey, Inglaterra, con una historia que se remonta a 1931. Ahora forma parte del Pinewood Studios Group. Durante sus inicios, el estudio recibió el nombre de Sound City.

## Historia

### Formación
Su historia de filmación empezó en Shepperton Studios en 1931, cuando Norman Loudon, un hombre de negocios escocés dinámico compró Littleton Park con sus jardines de 60 acres (240.000 m²), que incluyeron un trecho hermoso del Río Ash en Shepperton. Loudon fue nuevo en la industria del cine pero tuvo una empresa de fotografía próspera, Flicker Productions, que produjo flipbook. Littleton Park pareció ideal cuando Loudon decidió que su próximo paso fue entrar en la producción de películas, y una nueva compañía, Sound City fue fundada en 1932. Para el final del año Sound City había producido tres cortometrajes para MGM y dos largometrajes, Watch Beverley (1932) y Reunión (1932).
Para el final de 1934, la demanda sobre las instalaciones de Sound City necesitó una expansión substancial. En 1936, después de un período corto de cierre para modernización, los estudios abrieron otra vez con siete tablados de sonido, doce salas de montaje, tres teatros y talleres, mientras que la casa antigua se amueblaba de nuevo para proveer facilidades de hotel y restaurante. Probablemente una de las películas mejor recordadas de Sound City durante los años 30 fue French Without Years (1939), basada en una obra por Terence Rattigan con un guion de Anatole de Grunwald. Activo al mismo tiempo fue los hermanos Alexander, Zoltan y Vincent Korda, quienes produjeron Sanders of the River allí entre 1934 y 1935.

### Tareas especiales durante la Segunda Guerra Mundial
Con el comienzo de la Segunda Guerra Mundial, la War Office (Oficina de Guerra) consideró Shepperton Studios un lugar seguro por estar a una distancia de 14 millas del centro de Londres. No obstante, la filmación fue interrumpida constantemente y bombas perdidas cayeron en los jardines del estudio. La Oficina de Guerra había fracasado en considerar que la fábrica grande de aviones Vickers-Armstrong fue produciendo aviones llamado Supermarine Spitfire y bombarderos Wellington sólo a unas millas al otro lado del río y fue un blanco para los bombardeos estratégicos alemanes. Después de que resultara dañada la fábrica, la Oficina de Guerra requisó Shepperton Studios inmediatamente, y puso las habilidades de sus artesanos al provecho creando réplicas de aviones que iban a ser utilizados en el Oriente Medio como señuelos, igual que armas de fuego y pistas de aterrizaje falsas.

### Reapertura en la posguerra
En 1945, Normal Loudon anunció la reapertura del estudio de Sound City, aunque se retiró de la industria del cine 12 meses después. En el mismo año, sir Alexander Korda rompió lo que había sido una conexión breve con MGM, y compró el instrumento de control en British Lion Films. En 1946 London Films adquirió un instrumento de control de un 74 por ciento de Sound City (Films) Limited por 380.000 libras, junto con sus estudios de Shepperton. Sound City (Films) Limited fue renombrado British Lion Studio Company. En ese momento British Lion fue en una posición a convertirse en un factor poderoso posguerra en la producción de películas británicas.
Una de las películas más tempranas creadas en Shepperton bajo el régimen nuevo fue en 1947 una adaptación de Un marido ideal de Oscar Wilde, producida y dirigida por Alexander Korda. Durante los años 40, sir Alexander Korda logró a conseguir un préstamo a largo plazo que ascendió a 3.000.000 de libras para producciones de películas de la National Film Finance Corporation (NFFC) (Corporación Nacionales de la Fundación de Películas). Sin embargo, British Lion contrayeron altas pérdidas de producción en 1950, y la crisis financiera llegaron a su punto más alto en 1954 cuando la NFFC exigió el pago total e inmediato, nombrando un síndico y director. British Lion Films Limited fue formado en 1955 para absorber el activo de su antecesor insolvente.

### British Lion Films
La función principal de la compañía nueva no fue la producción de películas, sino la provisión de garantías de distribución y financias para productores independientes. Entre los elegidos de una junta directiva reorganizada fueron cineastas prácticos como Roy y John Boulting, Frank Launder y Sidney Gilliat, todos hicieron varias películas en los estudios. Estas incluyeron The Constant Husband (1954) y Left, Right and Centre (1959) por Sidney Gilliat, Geordie (1955) y Blue Murder at St Trinian's (1957) por Frank Launder, y Seven Days to Noon (1950), Private's Progress (1956) y I'm All Right Jack (1959) por los Hermanos Boulting. Las películas hechas en Shepperton durante los años 50 y 60 reflejaron la fuerte influencia de productores y directores independientes que usaron los estudios, en vez de la dominancia paternal del jefe anterior, Alexander Korda.
Richard Attenborough y Bryan Forbes llegaron a crear Beaver Films y adoptó una nueva política retrasando el pago para los artistas que permitió que la película The Angry Silence (1960) fuera hecha por solo 97.000 libras. Después Bryan Forbes escribió y dirigió otra producción de Shepperton en 1962, The L-Shaped Room (1962), producido por Richard Attenborough y James Woolf. Estas películas fueron ejemplos de películas que reflejaron los cambios sociales y económicos que habían surgido durante los finales de los años 50 y 60, y la realidad se convirtió en la esencia de la escuela 'New Wave'. Películas de este género hechas en Shepperton incluyeron Room at the Top (1958), dirigido por Jack Clayton, A Kind of Loving (1962), Billy Liar (1963) y Darling (1965) por John Schlesinger. En los principios de 1961, había una nueva salida como British Lion y Columbia formaron BLC Films para ser responsable por la publicidad de las películas de ambas compañías en el Reino Unido, un acuerdo que duró hasta 1967. En 1963, la compañía anunció que 600.000 libras del préstamo del Gobierno habían sido pagadas.

### La venta al Gobierno
Sin embargo, en 1964, el Gobierno vendió la compañía a un grupo privado encabezado por Michael Balcón. Las ganancias disminuyeron durante el primer año y en 1965 Lord Goodman sucedió Balcón como presidente. Sin embargo, un número de películas notables se produjeron en el estudio durante esta década incluyendo dos películas de Pink Panther y The Day of the Jackal (1973), dirigido por Fred Zinnemann. En 1974, se filmaron metraje de Led Zeppelin en un escenario falso, idéntico al en que había interpretado en directo el año pasado en Madison Square Garden para su película The Song Remains The Same. De modo parecido, en 1978 The Who rodaron secuencias falsas de conciertos, en directo y en frente de una audiencia, para su documental The Kids Are Alright. Este será la última apariencia en vivo de The Who con su batería Keith Moon, que murió en este año. En 1978-9 había una estricta seguridad en los escenarios en Shepperton para Alien (1979), una película de ciencia ficción con una diferencia dirigida por Ridley Scott. De 1970, Richard Attenborough hizo algunas de sus películas más buenas en Shepperton; estas incluyeron Young Winston (1972), Gandhi (1982) y Cry Freedom (1987). En 1984, la finca de Littleton adquirió un dueño nuevo cuando Lee International PLC, Mills & Allen (Holdings) PLC, Cardellina Holdings Ltd, Rathcoole Investments Ltd y Lee Electric Lighting Ltd entró en un acuerdo en el 16 de agosto de 1984. Lee Electric Lighting acordó adquirir las acciones ordinarias y retrasadas de Headholme Ltd (la compañía padre de Shepperton) para un total conjunto de 3.365.746 libras. El Grupo Lee invirtió mucho dinero en amueblar de nuevo las instalaciones, y se prepararon planes para nuevos talleres que fueron construidos en 1987.
Películas excelentes continuaron siendo hechas en Shepperton durante los años 80 como The Elephant Man (1980), The Missionary (1982), The Company of Wolves (1984), A Passage to India (1984) y la primera producción de Kenneth Branagh, Henry V (1989). También entre las producciones en los estudios fue Privates On Parade (1982) y la película de Michael Radford sobre el libro de George Orwell Nineteen Eighty-Four (filmado en 1984). Los años 90 vieron The Crying Game (1992) por Neil Jordan que ganó un Oscar; Damage  (1992) por Louis Malle; Mary Shelley's Frankenstein (1994) por Kenneth Branagh y The Madness of King George (1994) por Michael Hytner que ganó premios, y Chaplin (1992) y Shadowlands (1993) por Lord Attenborough.
De 1990 hasta 1998 Red Dwarf, una comedia de BBC, fue filmada en Shepperton Studios. El programa filmaba para la primera, segunda y tercera temporada en los Estudios BBC en Mánchester. Estos estudios cerraron por renovación en 1990 y desde entonces desde la cuarta temporada hasta ocho fueron grabadas en Shepperton. La temporada séptima en particular usó la facilidades muy grandes de Shpperton al máximo cuando la serie se grabó en una cámara individua y sin una audiencia, a través de cuatro meses de mayo hasta agosto de 1996. Esta serie entonces fue mostrada a una audiencia en Teddington Studios por la que la risa enlatada de la audiencia puede ser grabada y doblada en la serie. La serie volvió a una audiencia en directo para su serie final en 1998.

### Adquisición de Pinewood Studios
Los hermanos Scott, Ridley y Tony adquirieron Shepperton en enero de 1995. Los hermanos lo compraron por un total estimado 12 millones de libras de Lee Internacional Ltd. Contribuyeron £1,5 millones a un grupo de inversión encabezado por Candover Partners, que dio sobre 7 millones del precio de compra. Otros inversores incluyeron Intermedia/Film Equities Inc de Beverly Hills y Barclays Bank.
En 2001, Pinewood Studios, conocidos para las películas de James Bond, compraron Shepperton Studios para permitir que la compañía junta atrajeran cineastas famosas. Los dos estudios continúan reteniendo sus identidades comerciales a pesar de la fusión. En 2004 Pinewood Shepperton se introduzco en la Bolsa de Londres. En 2005 Pinewood Shepperton adquirió Teddington Studios. Colectivamente, la compañía ahora tiene 41 escenarios, que incluyen diez estudios digitales de televisión, facilidades de post-audio, teatros de preestreno, sets de rodaje, jardines y bosques para el rodaje exterior, uno de los depósitos de agua externos más grandes de Europa, y un escenario submarino dedicado. 